# 莫皮蒂島
莫皮蒂島（Maupiti）是南太平洋法屬波利尼西亞的島嶼，由同名市镇管辖，屬於背風群島的一部分，位於博拉博拉島以西40公里，由6個島嶼組成，面積11平方公里，最高點海拔高度380米，2007年人口1,248。

## 歷史
莫皮蒂島有至少可追溯到公元850年的古波利尼西亚考古文物。1962年发掘的一处墓葬遗址表明了该岛与紐西兰的早期文化联系。
第一个到达该岛的欧洲人是1722年的荷兰人雅各布·罗赫芬。
历史上，该岛与博拉博拉島有着密切的文化联系。

## 交通
莫皮蒂機場為當地機場，位於圖阿奈納伊島（Tuanai），提供了連接其他波利尼西亞島嶼的交通。

## 外部連結
- （页面存档备份，存于）
- Atoll list (in French) （页面存档备份，存于）